# Quarree
Het Quarree is een overdekt winkelcomplex met winkels, horeca, een bioscoop en parkeergarages in het stadsdeel Wandsbek in Hamburg. 

## Ligging
Het Quarree ligt in het Hamburgse district Wandsbek dat onder andere bestaat uit het gelijknamige stadsdeel. Samen met de aangrenzende stadsdelen Hamm, Horn en Eilbek wonen hier ca. 460.000 mensen. Het bouwblok van het centrum wordt aan de zuidzijde begrensd door de Wandsbeker Marktstrasse, Hinterm Stern aan de oostzijde en het Quarree met de Wandsbeker Wochenmarkt aan de noordzijde. Aan de westzijde grenst het centrum aan een filiaal van het warenhuis Galeria Karstadt Kaufhof. Het centrum is bereikbaar met metro, bus, S-Bahn en auto.

## Geschiedenis
Het winkelcentrum bestaat uit twee gedeeltes. In 1988 werd het eerste geopend gebouwd, het huidige Q1, op een voormalig fabrieksterrein. Nadat de aankoop van het voormalige Horten-gebouw werd het centrum uitgebreid met Q2, dat eveneens in 1988 werd geopend. Een speciale brugconstructie maakte de realisatie van een bioscoopcomplex op het dak van de Quarree mogelijk in 2000. In 2010 werd het centrum verder uitgebreid met Q3, met een oppervlakte 7.500m2aan de Wandbeker Marktstrasse. Vanaf het voorjaar 2019 tot eind 2020 wordt het centrum voor meer dan 40 miljoen euro gemoderniseert.

## Gebruik
Het centrum omvat meer dan 90 winkels en horecabedrijven op een verkoopvloeroppervlakte van 36.000 m2. De ankerhuurders zijn onder meer zijn C&A, H&M en Ansons's. Daarnaast bevat het complex een Cinemaxx-bioscoop met 5 zalen. De twee parkeergarages bieden plaats aan 973 auto's.  
Het Q1-gedeelte van het winkelcentrum telt 2 bovengrondse verdiepingen en het Q2/Q3-gedeelte telt 4 bovengrondse verdiepingen en een kelderverdieping. Vanuit Q1 kan men op de begane grond en de eerste verdieping het aangrenzende warenhuis Galeria Karstadt Kaufhof bereiken. Vanuit de kelderverdieping in Q2 is er een directe toegang tot de metro en een tunnel naar het tegenovergelegen busstation.   
Het complex is in eigendom van Union Investment en wordt sinds 2015 beheerd door Sonae Sierra. 